# Slag aan de Terek
De Slag aan de Terek was de tweede grote veldslag in de oorlog tussen Timoer Lenk en Tochtamysj. Hij vond plaats nabij de rivier de Terek in de Noordelijke Kaukasus. Tochtamysjs cavalerie vielen de rechterflank en het centrum van Timoers leger aan. Enkele emirs van de Gouden Horde liepen echter over naar Timoer waardoor die Tochtamysjs linkerflank kon verslaan en daarna ook de rest van het leger. Timoer achtervolgde de vluchtende Tochtamysj tot diep in vijandig gebied terwijl hij steden als Astrachan en Sarai uitmoordden en platbrandde. De Gouden Horde werd hierna voorgoed uitgeschakeld en zou uiteindelijk in een periode van chaos terechtkomen.